# Campi di fiori in Olanda
Campi di fiori in Olanda è un dipinto del pittore olandese Vincent van Gogh realizzato all'inizio del 1883. È stato donato alla National Gallery of Art di Washington DC nel 1983.
Campi di fiori in Olanda è stato il primo dipinto raffigurante un giardino di Van Gogh, in pittura a olio su tela montata su legno. È stato realizzato nel secondo anno di Van Gogh all'Aia.
Raffigura le trame rettangolari di Hyacinthus blu, gialli, rosa e rossi coltivati da un commerciante olandese. Il punto di vista basso crea una vista panoramica del campo di fiori primaverili colorati, con cottage di paglia e alberi senza foglie sullo sfondo. La composizione regolare consente a Van Gogh di esplorare il suo interesse per la prospettiva.
Sembra probabile che Van Gogh abbia lasciato il dipinto con altre prime opere nella casa della sua famiglia a Nuenen nel 1885, e poi abbia accompagnato sua madre e sua sorella recentemente vedove quando si trasferirono a Breda all'inizio del 1886. Con altri beni, fu conservato da un falegname, Adrianus Schrauwen, che lo vendette insieme ad altra inutile "spazzatura" nel 1902 al mercante J.C. Couvreur. Fu esposto al Kunstzalon Oldenzeel di Rotterdam nel 1902 con il titolo Tulpenland (olandese: "paese dei tulipani"), anche se i fiori sono dei giacinti. Fu acquistato da Jan Smit nel 1905 e venduto a suo nipote John Enthoven nel 1919. Dopo essere passato per le mani di diversi mercanti d'arte, fu acquisito da Paul Mellon dalla galleria Knoedler nel 1955. Mellon lo donò alla National Gallery of Art di Washington DC nel 1983.